# Alarm powietrzny
Alarm powietrzny (także alarm lotniczy, alarm przeciwlotniczy) - rodzaj alarmu ogłaszanego za pomocą ustalonych środków (syren, rozgłośni radiowych, ośrodków telewizyjnych i radiofonii przewodowej, gongów, dzwonów, urządzeń sygnalizacji świetlnej, itp.) w celu powszechnego ostrzeżenia o grożącym niebezpieczeństwie uderzeń z powietrza.
Sposoby ogłaszania i odwoływania alarmu powietrznego:
| Rodzaj alarmu    | Sposób ogłoszenia alarmów | Sposób ogłoszenia alarmów                                                                                                | Sposób ogłoszenia alarmów       | Sposób odwołania alarmów          | Sposób odwołania alarmów                                                                                       |
|                  | akustyczny system alarmowy | środków masowego przekazu                                                                                                | wizualny sygnał alarmowy        | akustyczny system alarmowy        | środków masowego przekazu                                                                                      |
| ---------------- | --- | --- | ------------------------------- | --------------------------------- | --- |
| Alarm powietrzny | Ciągły, modulowany dźwięk syreny w okresie trzech minut - Następujące po sobie sekwencje długich dźwięków sygnałów dźwiękowych pojazdów, gwizdków, trąbek lub innych przyrządów na sprężone powietrze w stosunku 3:1; w przybliżeniu 3 sekundy dźwięku oraz 1 sekunda przerwy · | Powtarzana trzykrotnie zapowiedź słowna: Uwaga! Uwaga! Uwaga! ogłaszam alarm powietrzny dla............................. | Znak żółty w kształcie trójkąta | Dźwięk ciągły trwający 3 minuty · | Powtarzana trzykrotnie zapowiedź słowna: Uwaga! Uwaga! Odwołuję alarm powietrzny dla.......................... |

Po usłyszeniu sygnału alarmu powietrznego należy działać szybko, ale rozważnie i bez paniki.
Osoby znajdujące się w domu powinny:
- ubrać się, zabrać dokumenty osobiste, zapas żywności‚ indywidualne środki ochrony przed skażeniami, środki opatrunkowe oraz w miarę potrzeb i możliwości latarkę elektryczną, koc, odbiornik radiowy z zakresem fal UKF itp.,
- wyłączyć wszystkie urządzenia elektryczne i gazowe oraz wygasić ogień w piecu,
- zamknąć okna i zabezpieczyć mieszkanie,
- zawiadomić o alarmie sąsiadów,
- udać się do najbliższego schronu lub ukrycia.

Osoby znajdujące się miejscu publicznym powinny:
- udać się do najbliższego schronu lub ukrycia,
- pomagać słabszym, chorym i ułomnym, podporządkować się ściśle poleceniom organów i służb obrony cywilnej.

Prowadzący pojazdy mechaniczne po usłyszeniu sygnału alarmu powietrznego winni zatrzymać je i zaparkować tak aby nie blokowały ciągów komunikacyjnych i wejść do ukryć. Kierowca i pasażerowie powinni udać się do najbliższego ukrycia. Osoby, które z jakichkolwiek przyczyn nie zdążyły udać się do budowli ochronnych, ukrywają się w zagłębieniach terenu lub za innymi trwałymi osłonami.
Po usłyszeniu sygnału odwołania alarmu należy:
- opuścić schron (ukrycie),
- w przypadku wystąpienia skażeń poddać się zabiegom sanitarnym,
- przeprowadzić dezaktywację (w przypadku skażeń promieniotwórczych) lub odkażanie (w przypadku skażeń chemicznych) żywności, sprzętu, zwierząt gospodarskich, paszy oraz pozostałego mienia,
- przewietrzyć dokładnie wszystkie pomieszczenia,
- przeprowadzić dezaktywację lub odkażanie odzieży, w której wykonywano wymienione uprzednio zabiegi i poddać się ponownie zabiegom sanitarnym,
- stosować się ściśle do poleceń organów obrony cywilnej,
- w przypadku zagrożenia biologicznego stosować się ściśle do zasad profilaktyki przeciwepidemicznej, ustalonych przez jednostki służby zdrowia.